# Giselda Volodi
Giselda Volodi, née Giselda Mazzantini le 28 septembre 1959 à Tanger, est une actrice italienne.

## Biographie
Fille de l'écrivain italien Carlo Mazzantini (it) et de la peintre irlandaise Anne Donnelly (en), elle naît à Tanger au Maroc et vit enfant dans différents pays avant que sa famille ne s'installe à Tivoli, une commune du Latium proche de Rome en Italie. Elle a pour sœur l'actrice Margaret Mazzantini.
Elle débute au cinéma en 1991 dans la comédie Hudson Hawk, gentleman et cambrioleur (Hudson Hawk) de Michael Lehmann en incarnant dans une courte scène Mona Lisa, le célèbre modèle de La Joconde. Au cours des années 1990, elle obtient des rôles secondaires et de figurations dans divers films.
Dans les années 2000 et 2010, elle alterne entre les rôles secondaires dans des productions italiennes et des rôles de figurations dans des réalisations internationales, comme Ocean's Twelve de Steven Soderbergh, Je rêvais de l'Afrique (I Dreamed of Africa) de Hugh Hudson, Miracle à Santa Anna (Miracle at St. Anna) de Spike Lee ou The Grand Budapest Hotel de Wes Anderson.
En Italie, elle joue pour Silvio Soldini, Antonio Manzini, Giacomo Campiotti, Luca Miniero, Paolo Sorrentino, Andrea Barzini, Andrea Jublin (it), Donatella Maiorca ou Carlo Vanzina.
Parmi ses rôles marquants, elle joue en 2007 le rôle de Lucrezia dans le film historique I Vicerè de Roberto Faenza qui adapté du roman Les Vice-rois (I Viceré) de l'écrivain Federico De Roberto. Elle joue l'année suivante dans le drame Sonetàula de Salvatore Mereu adapté du roman éponyme de l'écrivain Giuseppe Fiori (it). En 2012, elle tient l'un des principaux rôles du drame Mon père va me tuer (È stato il figlio) de Daniele Cipri avec pour partenaire Toni Servillo. En 2014, dans le téléfilm Francesco de Liliana Cavani, elle joue le rôle de la mère de Mateusz Kościukiewicz. Pour sa prestation dans la comédie Agata e la tempesta de Silvio Soldini en 2004, elle est nommée au David di Donatello de la meilleure actrice dans un second rôle.

## Filmographie

### Au cinéma
- 1991 : Hudson Hawk, gentleman et cambrioleur (Hudson Hawk) de Michael Lehmann
- 1992 : Verso sud de Pasquale Pozzessere
- 1994 : Agosto de Massimo Spano (it)
- 1994 : Mario et le magicien (Mario und der Zauberer) de Klaus Maria Brandauer
- 1996 : Mi fai un favore de Giancarlo Scarchilli (it)
- 1996 : Something to Believe In de John Hough
- 1998 : Viol@ de Donatella Maiorca
- 1999 : I fobici de Giancarlo Scarchilli (it)
- 2000 : Pain, tulipes et comédie (Pane e tulipani) de Silvio Soldini
- 2000 : Je rêvais de l'Afrique (I Dreamed of Africa) de Hugh Hudson
- 2004 : Ocean's Twelve de Steven Soderbergh
- 2004 : Agata e la tempesta de Silvio Soldini
- 2005 : Plus jamais comme avant (Mai + come prima) de Giacomo Campiotti
- 2005 : Les Conséquences de l'amour (Le Conseguenze dell'Amore) de Paolo Sorrentino
- 2006 : Passo a due d'Andrea Barzini
- 2006 : Voyage secret (Viaggio segreto) de Roberto Andò
- 2007 : I Vicerè de Roberto Faenza
- 2008 : Sonetàula de Salvatore Mereu
- 2008 : Miracle à Santa Anna (Miracle at St. Anna) de Spike Lee
- 2009 : L'imbroglio nel lenzuolo d'Alfonso Arau
- 2009 : Ce n'è per tutti de Luciano Melchionna (it)
- 2009 : Viola di mare de Donatella Maiorca
- 2011 : Sotto il vestito niente - L'ultima sfilata de Carlo Vanzina
- 2012 : Mon père va me tuer (È stato il figlio) de Daniele Cipri
- 2012 : Il comandante e la cicogna de Silvio Soldini
- 2014 : The Grand Budapest Hotel de Wes Anderson
- 2014 : Un boss in salotto de Luca Miniero
- 2014 : Banana d'Andrea Jublin (it)
- 2015 : Tale of Tales ( Il racconto dei racconti) de Matteo Garrone
- 2016 : The Young Messiah de Cyrus Nowrasteh
- 2016 : L'Âge d'or des ciné-clubs (L'età d'oro) d'Emanuela Piovano
- 2016 : Cristian e Palletta contro tutti d'Antonio Manzini

### À la télévision

#### Séries télévisées
- 1997 : Linda e il brigadiere, un épisode
- 2004 : Lives of the Saints (en) de Jerry Ciccoritti
- 2016 : Rocco Schiavone, un épisode
- 2016 : Squadra criminale (Non uccidere ), un épisode

#### Téléfilms
- 2008 : Einstein de Liliana Cavani
- 2013 : Altri tempi de Marco Turco (it)
- 2014 : Il giudice meschino de Carlo Carlei
- 2014 : Francesco de Liliana Cavani

## Distinctions
- Nomination au David di Donatello de la meilleure actrice dans un second rôle en 2004 pour Agata e la tempesta.